# Most Kinzua

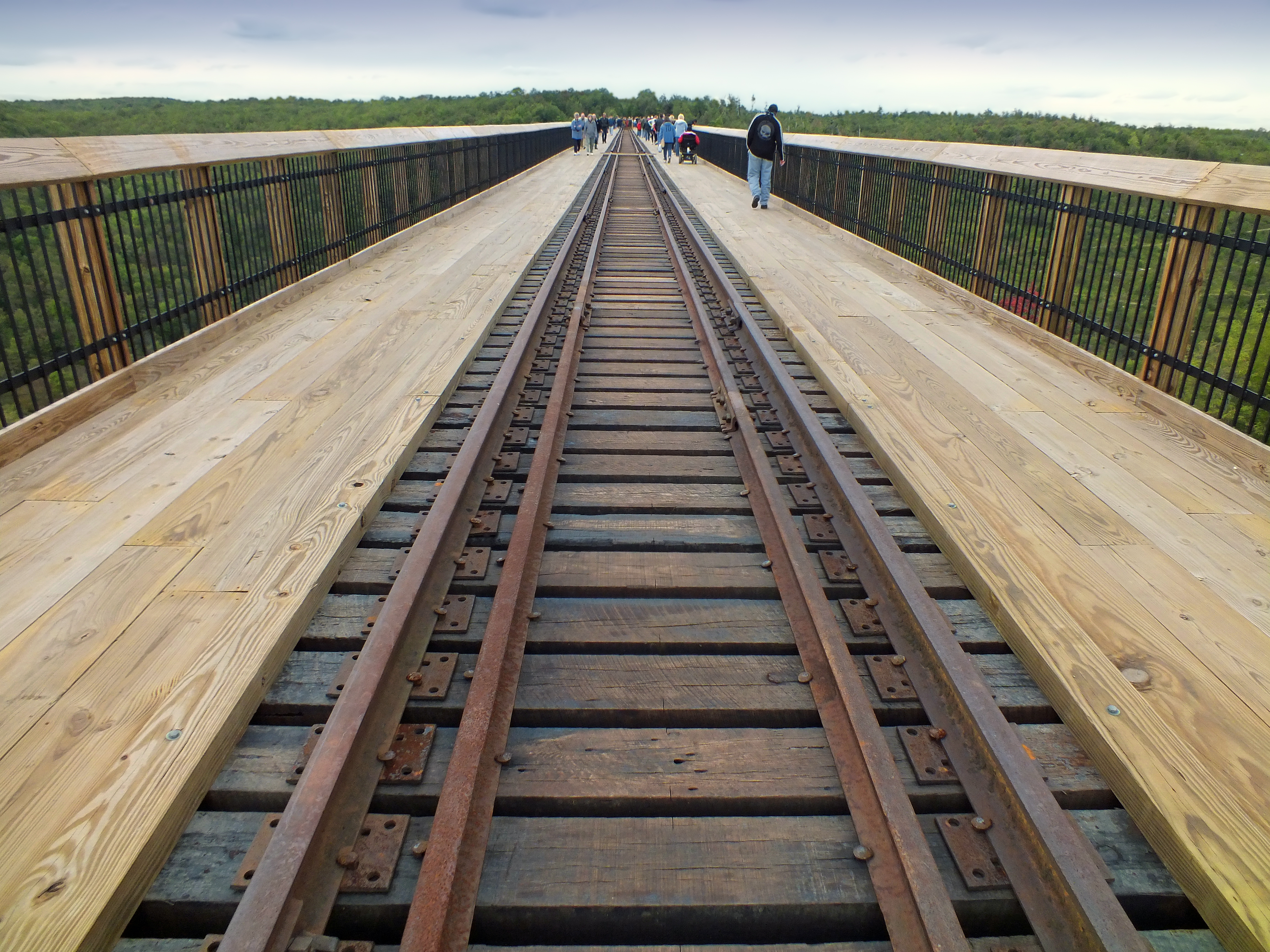
Nawierzchnia odbudowanego mostu

Most Kinzua – most zbudowany w 1882 r. nad doliną Kinzua w Pensylwanii i zniszczony przez tornado w 2003 r. W 2014 r. oddany do użytku po zaadaptowaniu na punkt widokowy.

## Historia
Most zbudowano w ciągu 94 dni w 1882 r. w celu połączenia hrabstwa Elk i Broadford w Pensylwanii. Most zbudowano do obsługi przez pociągi towarowe, wywożące węgiel i drewno z hrabstwa Elk. Most o długości 626 m i 92 m wysokości był w chwili ukończenia największą tego typu budowlą na świecie. Ze względu na dużą wysokość i położenie most stał się szybko atrakcją turystyczną, w związku z tym w niedziele uruchamiano pociągi pasażerskie obsługujące przeprawę.
Most zbudowano pierwotnie jako żelazny, jednak już w 1900 r. przebudowano go z wykorzystaniem stali.
W 2003 r. w wyniku tornado zniszczone zostało 11 z 20 przęseł. Mostu po odbudowie przekształcono w punkt widokowy, otwarcie miało miejsce w 2014 roku. Nowa konstrukcja została wyposażona w drewnianą podłogę oraz szklane ścianki.